# Jacques Matte
Jacques Matte, né à Montréal, a été le directeur du Théâtre du cuivre à Rouyn-Noranda et est l'un des fondateurs du Festival du cinéma international en Abitibi-Témiscamingue.

## Biographie
Né à Montréal, il passe sa jeunesse et ses étés à Rouyn, son adolescence à Montréal, puis revient en Abitibi-Témiscamingue dans les années 1970. Il a étudié en lettres au Collège Édouard-Montpetit à Longueuil au Québec.
Il a travaillé à la promotion de différents spectacles et causes en Abitibi-Témiscamingue notamment, la fête nationale des québécois, l’implantation de Radio-Québec en région ou le radiothon de la radio communautaire de Rouyn-Noranda.
En 1983, comme directeur du volet culturel et protocolaire des championnats sportifs québécois, avec son équipe, il invite et accueille Mohamed Ali à Rouyn-Noranda.
Il a été professeur de cinéma au Cégep de l’Abitibi-Témiscamingue en 1984-1985.
Il a été directeur du Théâtre du cuivre de Rouyn-Noranda de 1986 à décembre 2021. Cette salle de 725 places présente des films, du théâtre, des spectacles de musique, d’humour et de danse. Parmi les artistes qui ont foulé les planches du Théâtre du cuivre, notons particulièrement Léo Ferré, Juliette Gréco, Serge Lamas, Gilbert Bécaud, Dizzy Gillespie et la majorité des artistes de la scène québécoise,,.
Il est reconnu par le milieu de la scène québécois. Il a fait du Théâtre du cuivre de Rouyn-Noranda une salle de spectacles inscrite dans l’agenda culturel annuel au Québec et il travaille à la reconnaissance de Rouyn-Noranda comme étant un milieu culturel actif. Sous sa direction, le Théâtre du cuivre a été régulièrement en nomination au gala de l’ADISQ et récipiendaire comme la salle de spectacle de l’année en 1999 et du diffuseur de spectacle de l’année en 2003. À titre personnel, il a reçu en 2004 le prix reconnaissance rideau.
En 2005, il a été membre du conseil d’administration de les arts et la ville et à titre de coprésident de l'organisme, il organise en 2008 le colloque annuel à Sept-Îles et en 2012 à Rouyn-Noranda,.
Il a participé à l’organisation de la première semaine du cinéma régional en 1977 à Rouyn-Noranda et les trois années suivantes, il effectue une tournée régionale avec le même événement dans les principales villes de l’Abitibi-Témiscamingue.
En 1981, avec Louis Dallaire et Guy Parent, il présente la semaine du jeune cinéma québécois en Abitibi-Témiscamingue à Rouyn-Noranda. En octobre 1982, il fonde avec ses associés, le Festival du cinéma international en Abitibi-Témiscamingue. Depuis cette date, il en est le président, le directeur artistique et un des programmateurs,. Ce festival débute le dernier samedi d’octobre et pendant 6 jours, on y présente des courts, moyens et longs métrages de différents genres (fiction, documentaire et animation) provenant de différents pays avec une prédilection pour le cinéma québécois. Plusieurs invités internationaux ont y présenté leurs films, Claude Lelouch, Margot Kidder, Philippe de Broca, Bille August, Pierre Richard, Serge Gainsbourg, Marie Trintignant, Sylvie Vartan, Michel Ocelot, Orlow Seunke, Pierre Salvadori, Olivier Gourmet, Jean-Marc Vallée, Denis Villeneuve, Denys Arcand ainsi que la majorité des intervenants de l’industrie cinématographique québécoise,,,,,,,.
En 1988, il a été membre du conseil d'administration de l'année du cinéma canadien.
La production, le tournage et la diffusion de films en région au Québec font partie de ses préoccupations autant au niveau de la relève que pour les cinéastes reconnus. En 2017, il convainc le producteur Christian Larouche et le distributeur Les films Séville à tourner une partie du film Junior majeur à Rouyn-Noranda,,,.
Son travail de gestion et de direction au festival du cinéma international en Abitibi-Témiscamingue est remarqué ainsi, HEC Montréal lui a consacré une étude de cas en leadership et comportement organisationnel en 2001, mis à jour en 2017,,.
Depuis les débuts de cet événement, son organisation a été plusieurs fois en nomination et a reçu des prix émanant de la Chambre de commerce du Rouyn-Noranda régional et du ministère du Tourisme tant, au niveau régional que national.
En 2020, l’Université du Québec, sous l’égide de l’UQAT, décerna à Jacques Matte et ses associés, Guy Parent et Louis Dallaire un doctorat honoris causa.

## Jurys (sélection)
- 1988 : Jury grands prix du tourisme du Québec
- 2002 : Conseil des Arts du Canada, section arts médiatiques.
- 2005 : Festival de Biarritz (FIPA)
- 2006 : Sélection des films, festival du cinéma québécois à Paris.

## Filmographie
- 2008 : Le Cas Roberge, réalisation : Raphaël Malo, rôle: professeur de cinéma[29].
- 2013 : Chasse au Godard d'Abbittibbi d'Éric Morin : client du cinéma[30].
- 2018 : Les oubliées, court métrage, réalisation : Virgil Héroux-Laferté, Martin Laroche, Émilie Villeneuve, rôle: Jean-Paul[31].

## Prix et honneurs (sélection)
- 1986 : Membre à vie- Cinémathèque québécoise.
- 1999 : Prix de la personnalité 2000, grands prix du tourisme de l'Abitibi-Témiscamingue
- 2000 : Médaille, chevalier de l'Ordre de la Pléiade de la Francophonie.
- 2007 : Membre à vie - Conseil de la culture de l'Abitibi-Témiscamingue
- 2007 : Citoyen émérite, ville de Rouyn-Noranda
- 2011 : Médaille de l'Assemblée nationale
- 2013 : Médaille du Jubilé de diamant d'Élisabeth II.
- 2014 : Prix rideau reconnaissance[6].
- 2017 : Prix Lise Dandurand, Ciné-Québec[32].
- 2020 : Doctorat  honoris causa de l'Université du Québec sous l'égide de l'UQAT[33].
- 2023 : Compagnon de l'Ordre du Conseil des Arts et des lettres du Québec[34],[35].